# LABASAD
LABASAD, também denominada de Escola Superior de Artes e Design de Barcelona, é um centro de ensino anexo à Universidade de Lleida, que leciona, online, cursos e mestrados em artes com especial enfoque em design, criatividade, comunicação e fotografia.
Ao longo da sua história, que começou em 2017, a escola já disponibilizou um total de 29 cursos, ensinou mais de 3000 indivíduos, sendo que esses estudantes completaram mais de 17 mil projetos escolares. A LABASAD dá emprego a 307 pessoas, entre professores, instrutores, técnicos e restante staff.